# 小川龍成
小川 龍成（おがわ りゅうせい、1998年4月5日 - ）は、群馬県館林市出身のプロ野球選手（内野手、外野手）。右投左打。千葉ロッテマリーンズ所属。

## 経歴

### プロ入り前
館林市立第八小学校1年時に多々良クラブで野球を始める。館林市立多々良中学校時代には館林ボーイズでプレー。
高校は前橋育英高校に進学。1年夏からショートのレギュラーとして活躍し、3年夏に主将を務め、第98回全国高等学校野球選手権大会に出場。初戦で嘉手納高校に敗れた。2学年先輩に髙橋光成、1学年後輩に丸山和郁がいる。
大学は國學院大學に進学。1年春からベンチ入りし、2年春にはベストナインを受賞した。3年時には第43回日米大学野球選手権大会の代表に選出された。2学年上に清水昇、1学年上に横山楓と吉村貢司郎、1学年下に福永奨、川村啓真がいる。
2020年10月26日のドラフト会議では、千葉ロッテマリーンズから3位指名を受け、11月30日に契約金6000万円、年俸1000万円で契約合意した（金額は推定）。背番号は57。

### ロッテ時代
2021年、オープン戦で5盗塁を記録していたが、3月19日のオープン戦で盗塁を試みて二塁にスライディングした際に右膝を負傷し、開幕を二軍で迎えた。7月11日に一軍に初昇格すると、主に代走や守備固め要員として試合に出場。オフに、現状維持となる推定年俸1000万円で契約を更改した。
2022年4月23日、オリックス・バファローズ戦（京セラドーム大阪）でプロ初安打を記録。同年は、主に代走や守備固めとして68試合に出場。11月16日、200万円増となる推定年俸1200万円で契約を更改した。
2023年も、主に代走や守備固めとして52試合に出場。11月17日、現状維持となる推定年俸1200万円で契約を更改した。
2024年は7月30日の埼玉西武ライオンズ戦で、6-6で迎えた9回裏二死満塁の局面で、三塁へ意表を突くセーフティスクイズバントを決め、これが自身初のサヨナラ適時打となった。また、この試合の二次会で、自身の新応援歌が発表された。後にこの一打は、7月度の「スカパー!サヨナラ賞」に選出され、年間大賞にも選出された。この年は119試合に出場して、打率.241、出塁率.317、21打点を記録し、オフに1300万円増の推定年俸2500万円で契約を更改した。

## 選手としての特徴・人物
- 50メートル走5秒9の俊足と[5]、広い守備範囲が持ち味の遊撃手 [3]。柔らかくスムーズな守備を心がけており[3]、高校時代から「守備なら即戦力」と評価されてきた[19]。埼玉西武ライオンズの源田壮亮を手本としている[3]。
- 野球で国体に出場経験もある父の影響で野球を始め、3つ年上の兄、駿輝は前橋育英高校で髙橋光成とバッテリーを組み、第95回全国高等学校野球選手権大会で全国制覇を果たした[20]。
- 愛称は「ちいかわ」。これは苗字の「小川」を読み替えたものである[18]。

## 詳細情報

### 年度別打撃成績
| 年 度     | 球 団     | 試 合 | 打 席 | 打 数 | 得 点 | 安 打 | 二 塁 打 | 三 塁 打 | 本 塁 打 | 塁 打 | 打 点 | 盗 塁 | 盗 塁 死 | 犠 打 | 犠 飛 | 四 球 | 敬 遠 | 死 球 | 三 振 | 併 殺 打 | 打 率 | 出 塁 率 | 長 打 率 | O P S |
| --------- | --------- | ----- | ----- | ----- | ----- | ----- | -------- | -------- | -------- | ----- | ----- | ----- | -------- | ----- | ----- | ----- | ----- | ----- | ----- | -------- | ----- | -------- | -------- | ----- |
| 2021      | ロッテ    | 20    | 6     | 6     | 5     | 0     | 0        | 0        | 0        | 0     | 0     | 2     | 0        | 0     | 0     | 0     | 0     | 0     | 2     | 0        | .000  | .000     | .000     | .000  |
| 2022      | ロッテ    | 68    | 77    | 55    | 15    | 6     | 1        | 0        | 1        | 10    | 4     | 4     | 1        | 7     | 1     | 12    | 0     | 1     | 18    | 0        | .109  | .275     | .182     | .457  |
| 2023      | ロッテ    | 52    | 24    | 20    | 7     | 3     | 1        | 0        | 0        | 4     | 1     | 3     | 3        | 3     | 0     | 1     | 0     | 0     | 7     | 0        | .150  | .190     | .200     | .390  |
| 2024      | ロッテ    | 119   | 313   | 261   | 33    | 63    | 2        | 0        | 0        | 65    | 21    | 10    | 1        | 20    | 2     | 30    | 1     | 0     | 52    | 2        | .241  | .317     | .249     | .566  |
| 通算：4年 | 通算：4年 | 250   | 420   | 342   | 60    | 72    | 4        | 0        | 1        | 79    | 26    | 19    | 5        | 30    | 3     | 43    | 1     | 1     | 79    | 2        | .211  | .298     | .231     | .529  |

- 2024年度シーズン終了時

### 年度別守備成績
内野守備
| 年 度 | 球 団  | 二塁  | 二塁  | 二塁  | 二塁  | 二塁  | 二塁     | 三塁  | 三塁  | 三塁  | 三塁  | 三塁  | 三塁     | 遊撃  | 遊撃  | 遊撃  | 遊撃  | 遊撃  | 遊撃     |
| 年 度 | 球 団  | 試 合 | 刺 殺 | 補 殺 | 失 策 | 併 殺 | 守 備 率 | 試 合 | 刺 殺 | 補 殺 | 失 策 | 併 殺 | 守 備 率 | 試 合 | 刺 殺 | 補 殺 | 失 策 | 併 殺 | 守 備 率 |
| ----- | ------ | ----- | ----- | ----- | ----- | ----- | -------- | ----- | ----- | ----- | ----- | ----- | -------- | ----- | ----- | ----- | ----- | ----- | -------- |
| 2021  | ロッテ | 3     | 1     | 0     | 0     | 0     | 1.000    | -     | -     | -     | -     | -     | -        | 8     | 4     | 3     | 1     | 0     | .875     |
| 2022  | ロッテ | 10    | 2     | 3     | 0     | 1     | 1.000    | -     | -     | -     | -     | -     | -        | 53    | 49    | 60    | 3     | 14    | .973     |
| 2023  | ロッテ | 16    | 6     | 24    | 0     | 3     | 1.000    | 2     | 1     | 0     | 0     | 0     | 1.000    | -     | -     | -     | -     | -     | -        |
| 2024  | ロッテ | 98    | 145   | 203   | 4     | 44    | .989     | -     | -     | -     | -     | -     | -        | 33    | 30    | 72    | 1     | 13    | .990     |
| 通算  | 通算   | 127   | 154   | 230   | 4     | 48    | .990     | 2     | 1     | 0     | 0     | 0     | 1.000    | 94    | 83    | 135   | 5     | 27    | .978     |

外野守備
| 年 度 | 球 団  | 外野  | 外野  | 外野  | 外野  | 外野  | 外野     |
| 年 度 | 球 団  | 試 合 | 刺 殺 | 補 殺 | 失 策 | 併 殺 | 守 備 率 |
| ----- | ------ | ----- | ----- | ----- | ----- | ----- | -------- |
| 2023  | ロッテ | 19    | 10    | 0     | 1     | 0     | .909     |
| 通算  | 通算   | 19    | 10    | 0     | 1     | 0     | .909     |

- 2024年度シーズン終了時

### 表彰
- スカパー! ドラマティック・サヨナラ賞年間大賞：1回（2024年[21]）
- 月間サヨナラ賞：1回（2024年7月[22]）

### 記録
初記録
- 初出場：2021年8月17日、対埼玉西武ライオンズ15回戦（ZOZOマリンスタジアム）、7回表にアデイニー・エチェバリアに代わり遊撃手として出場
- 初先発出場：2021年8月24日、対北海道日本ハムファイターズ11回戦（札幌ドーム）、「8番・遊撃手」で先発出場
- 初打席：同上、3回表にドリュー・バーヘイゲンから遊ゴロ
- 初盗塁：2021年10月2日、対東北楽天ゴールデンイーグルス22回戦（楽天生命パーク宮城）、5回表に二盗（投手：岸孝之、捕手：炭谷銀仁朗）
- 初安打：2022年4月23日、対オリックス・バファローズ5回戦（京セラドーム大阪）、5回表に山岡泰輔から遊前安打[12]
- 初打点：2022年5月24日、対広島東洋カープ1回戦（MAZDA Zoom-Zoom スタジアム広島）、9回表にニック・ターリーから左犠飛
- 初本塁打：2022年8月25日、対埼玉西武ライオンズ22回戦（ZOZOマリンスタジアム）、6回裏に松本航から右越ソロ[23]

### 背番号
- 57（2021年[7] - ）

### 登場曲
- 『R.Y.U.S.E.I.』三代目 J Soul Brothers（2021年 - ）

### 代表歴
- 第43回日米大学野球選手権大会（2019年）